# Aggersund
Aggersund is een plaats in de Deense regio Noord-Jutland, gemeente Vesthimmerland. De plaats telt 345 inwoners (2008).